# Gisasa River
Der Gisasa River ist ein etwa 160 Kilometer langer rechter Nebenfluss des Koyukuk River im Westen des US-Bundesstaats Alaska.

## Flusslauf
Der Gisasa River entspringt in den Nulato Hills auf einer Höhe von etwa 670 m. Er durchfließt das Gebirge in nordöstlicher Richtung und erreicht schließlich am Ostrand des Gebirges den Unterlauf des Koyukuk River. Die Mündung befindet sich auf einer Höhe von 40 m, 42 km nördlich von Koyukuk sowie 90 Kilometer oberhalb vom Zusammenfluss von Koyukuk River und Yukon River. Besonders große Abflüsse treten gewöhnlich zu Frühjahrsbeginn während der Schneeschmelze auf sowie hin und wieder während Starkniederschlagsereignissen im Sommer. Ab Oktober sind die Flüsse der Region üblicherweise von einer Eisschicht bedeckt, die im Mai des Folgejahres wieder aufbricht. Der Unterlauf des Gisasa River befindet sich im Koyukuk National Wildlife Refuge.

## Einzugsgebiet
Der Gisasa River entwässert ein 1283 km² großes Areal in den Nulato Hills. Das Einzugsgebiet entspricht einem schmalen Korridor mit einer Länge von 110 km sowie einer mittleren Breite von 11,7 km. Das Einzugsgebiet des Gisasa River grenzt 
im Osten an das des Woodyard Creek, ein kleinerer Nebenfluss des Koyukuk River, im Süden an das des Nulato River, ein Nebenfluss des Yukon River, im Westen an das des Shaktoolik River, ein Zufluss der Beringsee, sowie im Nordwesten und im Norden an das des Kateel River, der weiter oberstrom in den Koyukuk River mündet.

## Flussfauna
Seit 1994 betreibt der U.S. Fish & Wildlife Service am Gisasa River, 4 km oberhalb dessen Mündung, in den Monaten Juni und Juli ein saisonales Wehr. Das Projekt dient der langjährigen Erfassung der Flusspopulationen von Königslachs und Ketalachs. Diese wandern im Sommer flussaufwärts zu ihren Laichplätzen. Es werden neben der Anzahl noch stichprobenweise weitere Daten der Fische erfasst, wie Länge, Geschlecht, Alter sowie Flossenclips zur genetischen Analyse. Weitere Fischarten, die während des Projekts im Fluss angetroffen wurden, waren Hecht, die Saugkarpfen-Art Catostomus catostomus (Longnose Sucker), Coregonus nasus (broad whitefish), Rotlachs, Coregonus pidschian (humpback whitefish), Arktische Äsche und Buckellachs.

## Name
Der Flussname geht auf ein Wort aus der Sprache der Koyukuk-Indianer mit der Bedeutung „Mündung der Gisasa“ zurück und wurde 1887 von Lieutenant Allen als "Gissassakakat" and "Fissakakat" auf Landkarten veröffentlicht. Lawrenti Alexejewitsch Sagoskin, Leutnant der kaiserlich russischen Marine, meldete in den Jahren 1842–44 den indianischen Namen als "R(eka) Kalyalyakhtna".